# هادی محمدیان
هادی محمدیان کارگردان انیمیشن و فیلم‌نامه‌نویس انیمیشن اهل ایران است. وی فعالیت هنری خود را در زمینه انیمیشن سازی از دهه هشتاد آغاز نمود.شاهزاده روم ساخته وی پرمخاطب‌ترین انیمیشن تاریخ ایران و سومین فیلم پرفروش سال ۹۴ می‌باشد.
هادی محمدیان به عنوان کارگردان و حامد جعفری به عنوان تهیه‌کننده انیمیشن سینمایی شاهزاده روم موفق شدند علاوه بر کسب دو لوح تقدیر ویژه سی و سومین جشنواره بین‌المللی فیلم فجر، دو دیپلم افتخار هجدهمین جشن سینمای ایران را نیز از آن خود سازند. 
از دیگر آثار جدید این کارگردان انیمیشن «فیلشاه» است که جایزه‌های زیادی را کسب کرده‌است و در زمان اکران و تا چند سال پس از آن پرفروش ترین انیمیشن سینمای ایران بود. در حال حاضر نیز پرفروش‌ترین انیمیشن سینمای ایران «بچه زرنگ» به کارگردانی هادی محمدیان است که در سال ۱۴۰۲ در گروه هنر پویا تهیه شده است. در کنار هادی محمدیان در زمان اکران دو نام دیگر نیز به گروه کارگردانی اضافه شده است که پیش‌تر در دوران تولید به عنوان کارگردان مطرح نبودند. 

## کارگردان
- بچه زرنگ سال ۱۴۰۲
- فیلشاه سال ۱۳۹۶
- شاهزاده روم  سال ۱۳۹۳
- کودکان ۱۳۹۳
- پرواز تا بی‌نهایت ۱۳۸۳
- مردی که خودش را کشت ۱۳۹۵

## نویسنده
- بچه زرنگ سال ۱۴۰۰
- فیلشاه سال ۱۳۹۶
- شاهزاده روم  سال ۱۳۹۳

## پویانما (انیماتور)
- فیلشاه سال ۱۳۹۶
- شاهزاده روم  سال ۱۳۹۳

- حضور در سودای سیمرغ سی و ششمین دوره جشنواره فیلم فجر
- دیپلم افتخار در جشنواره بین‌المللی فیلم‌های کودکان و نوجوانان برای بهترین فیلم‌نامهٔ فیلم کوتاه پویانمایی - بخش ملی
- تندیس بهترین دستاورد فنی و هنری هجدهمین جشن حافظ
- لوح تقدیر هجدهمین جشن سینمای ایران
- تندیس طلایی بهترین کارگردانی دهمین جشنواره بین‌المللی پویانمایی تهران
- نامزد دریافت فیلم‌نامه فیلم کوتاه و نیمه‌بلند پویانمایی - بخش ملی
- تنديس بهترين فيلم‌نامه جشنواره فيلم و عكس چهل چراغ
- مقام اول دومین دوره‌ی جشنواره‌ی عمار
- مقام دوم در جشنواره‌ی ایران هزار و چهارصد و چهار برای انیمیشن  پرواز تا بینهایت
- لوح تقدیر ویژه از سی و سومین دوره‌ی جشنواره‌ی فیلم فجر
- تقدیر ویژه‌ی نهمین دوره‌ی جشنواره‌ی رویش
- تقدیر ویژه‌ی چهارمین دوره‌ی جایزه‌ی سینمایی گفتمان انقلاب اسلامی برای انیمیشن  شاهزاده‌ی روم